# Земное ядро: Бросок в преисподнюю
«Земное ядро: Бросок в преисподнюю» (англ. The Core — Ядро) — фантастический фильм-катастрофа 2003 года режиссёра Джона Эмиела. Производство Paramount Pictures.

## Сюжет
В разных частях света начинают происходить необъяснимые явления. В Бостоне в одну и ту же секунду умирает 32 человека; в Лондоне, потеряв ориентацию в пространстве, разбивается целая стая голубей.
Военные обращаются за помощью к профессору Чикагского университета Джошу Кийзу и его другу, французскому учёному-оружейнику Сержу Левеку. Кийз, догадываясь в чём причина этих происшествий, начинает изучать картину поведения земного ядра за последние несколько лет. Он приходит к шокирующему заключению: внешнее ядро Земли остановилось и это чревато концом света.
Кийз составляет доклад и идёт к одному из лучших учёных мира — Конраду Зимски. Сначала тот не видит в докладах Кийза что-либо интересное, и Джош уходит ни с чем. Но вскоре гипотезы об остановке ядра начинают подтверждаться. На нижних широтах уже наблюдается северное сияние.
Тем временем из-за сбоя телеметрии с курса сходит шаттл с командой астронавтов на борту. Благодаря хладнокровным действиям членов команды Боба Айверсона и Ребекки Чайлз шаттл удается посадить в центре Лос-Анджелеса. После этого им поручают новое задание.
Кийза приводят на совещание. Там он вместе с Зимски рассказывает военным о сложившейся ситуации: из-за остановки ядра начинает медленно распадаться магнитное поле Земли. Через три месяца это приведёт к полному выходу электроники из строя, а через год солнечная радиация уничтожит жизнь на Земле. Но у Зимски появляется идея, как можно снова заставить ядро двигаться. Его старый знакомый Эдвард Бразелтон уже 20 лет работает над аппаратом, способным проникнуть в глубь планеты. Эдвард демонстрирует учёным свой лазерный бур для уничтожения твёрдых пород, а также отдельные детали своей разработки. По его плану корабль будет полностью готов через 10—12 лет. НАСА выписывает Эдварду чек на сумму в 50 миллиардов долларов, чтобы тот успел построить корабль за три месяца. По плану после проникновения в ядро Земли учёные взорвут там 1000-мегатонный ядерный заряд. К команде учёных присоединяются Боб Айверсон и Ребекка Чайлз. Теперь они официально называют себя «терранавтами». В то же время ФБР задерживает хакера по кличке Крыс, но не для наказания, а чтобы тот помог военным контролировать Интернет и не допустить паники людей.
По всей планете начинаются масштабные катастрофы, вызванные сдвигом магнитного экрана планеты. В Риме происходит сильнейший грозовой шторм: молнии убивают людей и уничтожают здания, бьют по Колизею, и амфитеатр обращается в груду камней.
Спустя три месяца строительство корабля завершено. Ему дают название «Вергилий», после чего он стартует в районе Марианской впадины. Пройдя через толщу воды под пение китов, команда активирует лазеры, и они проникают в земную кору. Спустя 15 минут «Вергилий» погружается в мантию. На глубине в 700 миль корабль случайно попадает в гигантский полый «пузырь» внутри мантии — кобальтовый кокон. Лазеры оказываются зажатыми гигантским кристаллом, и команде приходится выйти наружу, чтобы его разрезать. При проникновении в кокон корабль повредил его оболочку, и поток лавы начинает заполнять кокон изнутри. С высоты сыпятся мелкие кристаллы, которые повреждают кислородный шланг резака. Джош подсоединяет к нему шланг из своего скафандра. Кристалл распиливают, а Джош теряет сознание от недостатка кислорода. При запуске лазеров голову Боба Айверсона пробивает осколок кристалла, после чего он падает в лаву и погибает. Место первого пилота занимает Ребекка, и «Вергилий» покидает разрушающийся кокон.
На следующий день начинается подготовка заряда, которая проходит в последнем оружейном отсеке. На пути корабля появляются гигантские алмазы. Ребекка пытается от них увернуться, но алмаз повреждает последний отсек. Серж передаёт всё необходимое для активации заряда Джошу, но сам не успевает покинуть отсек. Ребекка не отменяет автоматическую систему сброса, так как повреждённый отсек может привести к гибели всего корабля, и Серж погибает на глазах у своего друга, будучи раздавленным внутри разгерметизированного отсека.
Через несколько дней команда достигает ядра. Они узнают, что плотность ядра меньше расчётной, и ядерные боеголовки не смогут дать нужный толчок. Зимски вместе с военными предлагает воспользоваться установкой под кодовым названием D.E.S.T.I.N.I. (Deep Earth Seismic Trigger INItiative), в русской адаптации — С.У.Д(Ь).Б.А. (СейсмоУДарная Боевая Альтернатива). Выясняется, что ядро Земли было дестабилизировано именно из-за этого проекта, первоначальной задачей которого было вызывать землетрясения на территории противника. Однако Джош уверен, что она только усугубит ситуацию. К тому же экипаж «Вергилия» при запуске неизбежно погибнет.
Тем временем прямо над Сан-Франциско появляется огромная дыра в озоновом слое, через которую начинает открыто проникать солнечная радиация. Проходя над заливом, лучи заставляют воду закипеть, и в заливе заживо сваривается вся рыба. Люди получают смертельные ожоги, а шины автомобилей лопаются и становятся жидкими. Смертоносные лучи расплавляют опорные конструкции, отчего разрушается Мост Золотые ворота, а затем и весь город.
Пока Крыс взламывает код доступа, чтобы застопорить ход операции, «терранавты» находят выход из ситуации. По предложению Зимски один мощный заряд надо разделить на пять мелких, поместить в отсеки корабля, сбросить их и взорвать в разных точках ядра. Но для этого надо разблокировать клапан, удерживающий все отсеки вместе. Сделать это можно, только если повернуть рычаг, находящийся в шахте за импеллером, которая успела нагреться до температуры ядра в 5000 градусов. Скафандры терранавтов же рассчитаны на вдвое меньшую температуру. По жребию туда отправляется Эдвард. Он поворачивает рычаг, но из-за невыносимого жара начинает плавиться его скафандр и он не может вернуться обратно. По его просьбе Джош и Ребекка запускают двигатель, после чего Эдвард мгновенно погибает.
Джош и Зимски устанавливают заряды в отсеки, а Ребекка сбрасывает их. При установке предпоследнего заряда Джош с Зимски случайно понимают, что они не учли резонансного смещения в расчетах, и последний заряд должен быть на четверть мощнее остальных. В это время «Вергилий» задевает энергетический выброс ядра, и заряд опрокидывается на Джоша. В последний момент заряд падает на Зимски, и ему приходится остаться в отсеке. Через монитор Зимски говорит Джошу использовать топливную сборку реактора для усиления заряда. Ребекка, не зная, что произошло, сбрасывает отсек. Джош отключает реактор корабля, вытаскивает топливную сборку для усиления последней бомбы, как ему велел Зимски, и вручную сбрасывает отсек. При этом он сильно обжигает руки.
Заряды начинают взрываться один за другим. Во время одного из взрывов Зимски погибает. Джош и Ребекка в дрейфующем головном отсеке уже прощались с жизнью, как вдруг находят способ вновь запустить корабль, превратив его корпус в «солнечную батарею», черпая энергию окружающего жара. После взрыва последнего заряда ударной волной их выбрасывает в мантию. Внешнее ядро вновь стало вращаться, а по поверхности проходит одна большая сейсмическая волна. Во время прохождения через кору центр управления теряет с ними связь. Спустя некоторое время единственный уцелевший отсек «Вергилия» оказывается на океанском дне. Без тепла корабль не может подняться из воды. Его находят благодаря пению китов и сообразительности Крыса, и вскоре Джоша и Ребекку поднимают на поверхность.
Неделю спустя Крыс запускает в Интернет имеющуюся у него информацию о миссии «Вергилия», и мир узнаёт о происшествии и имена своих спасителей.

## В ролях
| Актёр           | Роль                                  |
| --------------- | ------------------------------------- |
| Аарон Экхарт    | доктор Джошуа «Джош» Кийз             |
| Хилари Суонк    | майор Ребекка «Бек» Чайлз             |
| Стэнли Туччи    | доктор Конрад Зимски                  |
| Делрой Линдо    | доктор Эдвард «Браз» Бразелтон        |
| Чеки Карио      | доктор Серж Левек                     |
| Ричард Дженкинс | генерал-лейтенант Томас Перселл       |
| Элфри Вудард    | командир полётов Тальма «Стик» Стикли |
| Ди-Джей Куоллс  | Теодор Дональд «Крыс» Финч            |
| Брюс Гринвуд    | коммандор Роберт «Боб» Айверсон       |

## Критика
Фильм получил смешанные отзывы. На сайте Rotten Tomatoes его рейтинг составляет 40% со средней оценкой в 5,2 балла из 10 на основе 157 рецензий.
На сайте Internet Movie Database средняя оценка фильма — 5,4 из 10. Российскими зрителями фильм воспринят немного теплее, рейтинг на сайте КиноПоиск — 6,2 из 10.